# HIMAWARIちゃんねる
HIMAWARIちゃんねる（ひまわりちゃんねる）は、日本のYouTuber。UUUM所属。

## 概要
当時2歳のまーちゃんが子供向けの「かんあきチャンネル」というチャンネルの動画を熱心に見て真似していたため、ママが「やってみる？」と声を掛けたのがきっかけで、2014年4月から動画投稿を始める。
元々、パパは声のみだったが、数年後に出演するようになった。
UUUMネットワークに加入していたが、2016年3月1日からUUUMに加入した。

## メンバー
| 名前               | 生年月日                    |
| ------------------ | --------------------------- |
| まーちゃん         | 2011年5月9日（14歳）        |
| おーちゃん         | 2013年9月14日（11歳）       |
| ママ               | 不明（2021年5月時点で41歳） |
| パパ               | 1978年9月9日（46歳）        |
| ぴろぴ             | 2000年7月1日（25歳）        |
| ねぇね(なーちゃん) | 不明（2023年1月時点で20歳） |

## 出演

### 映画
- DIVOC-12「魔女のニーナ」（2021年10月1日公開、 ソニー・ピクチャーズ）- おーちゃん（めぐ役）[4]

### テレビ番組
- ちゃんろく。（テレビユー福島、2021年3月29日 - 隔週水曜）- まーちゃん、おーちゃん[5]
- run for money 逃走中（フジテレビ、2020年8月30日・2021年4月4日）- まーちゃん、おーちゃん[6]